# 볼룸에 오신 것을 환영합니다

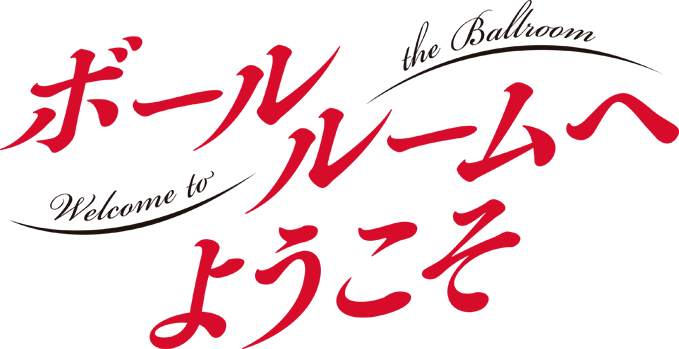

볼룸에 오신 것을 환영합니다(일본어: ボールルームへようこそ)은 타케우치 토모가 그린 일본의 만화이다. 『월간 소년 매거진』(고단샤)의 2011년 12호부터 연재되고 있으며, 2017년 7월부터 MBS 계열에서 TV 애니메이션화되어 방영 중이다.

## 주요 내용
장래의 꿈도 취미도 없고 무기력하게 나날을 보내던 중학생 후지타 타타라는 갈취에 맞는 곳을 프로 댄서, 센고쿠 카나메에 도움을 받은 것에서 우연히도 사교 댄스와 만난다.
"뭔가 하나의 좋다고 할 수 있는 것이 있으면"이라고 생각한 타타라는 지금의 자신부터 변해서 사교 춤의 세계로 뛰어든다.
센고쿠의 지도 하에 들어간 타타라는 자신처럼 "장래의 꿈도 취미도 없다"로 알았던 동급생, 하나오카 시즈쿠가 거기에서 댄스를 배우고 아마추어 랭킹 한위의 무희인 프로 댄서를 목표로 하는 열정을 가지고 있음을 발견한다.
엉뚱하다고 느끼는 것의 스태프의 고리에 전달된 비디오를 본 적으로 사교 춤의 매력에 홀리다, 우여곡절 끝에 센고쿠에 입문했다.
언젠가, 시즈쿠와 그 파트너, 호도 키요하루의 굉장한 춤을 보였던 것으로 사교 댄스의 세계로 빠져드는 우연한 해프닝으로 키요하루의 대리로 시즈쿠와 춤추게 된 타타라는 그것을 계기로 간직한 재능을 개화시키는 것이다.